# Lamblore
Lamblore település Franciaországban, Eure-et-Loir megyében. Lakosainak száma 323 fő (2022. január 1.). Lamblore Boissy-lès-Perche és Les Ressuintes községekkel határos.

## Népesség
A település népességének változása:
| Lakosok száma | 268  | 319  | 358  | 394  | 356  | 353  | 333  | 325  | 325  | 323  |
|               | 1968 | 1982 | 1990 | 2006 | 2013 | 2015 | 2017 | 2019 | 2020 | 2022 |